# Жарновська
Жарновська (пол. Żarnowska, нім. Lebafelde) — село в Польщі, у гміні Вицько Лемборського повіту Поморського воєводства.
Населення — 343 особи (2011).
У 1975-1998 роках село належало до Слупського воєводства.

## Демографія
Демографічна структура станом на 31 березня 2011 року:
|          | Загалом | Допрацездатний вік | Працездатний вік | Постпрацездатний вік |
| -------- | ------- | ------------------ | ---------------- | -------------------- |
| Чоловіки | 166     | 31                 | 126              | 9                    |
| Жінки    | 177     | 39                 | 108              | 30                   |
| Разом    | 343     | 70                 | 234              | 39                   |